# Lauwersland
Lauwersland is een moderne benaming voor het polderlandschap rond de voormalige Lauwerszee, met name in het Noordelijk Westerkwartier en Kollumerland. De term is omstreeks 1994 ontwikkeld in het kader van een toeristische promotiecampagne voor het Lauwersmeergebied.